# JNode
JNode (Java New Operating System Design Effort) é um sistema operacional open source (licenciado sob LGPL) feito em Java (linguagem de programação). O projeto tomou a direção única de criar todo o software em Java, com exceção de alguma linguagem de máquina para o boot e carga do sistema.
O compilador JVM (que normalmente usa compilação just-in-time) é usado para construir binários nativos fora do código Java principal. Dessa maneira, quase todo o sistema pode ser escrito na linguagem Java.
Ewout Prangsma iniciou a primeira tentativa em 1995 com o Java Bootable System (JBS). O autor não estava satisfeito com a quantidade de código C e assembly necessário e passou para uma nova tentativa chamada JBS2. O JNode é a terceira tentativa, iniciada em 2003. O JNode usa somente duas linguagens, Java e assembly. Esse sistema entende os sistemas de arquivos ext2, FAT, NTFS e ISO 9660 e o protocolo de rede TCP/IP, e possui uma interface gráfica com o usuário funcional, e dispositivos USB. O usa a biblioteca Java GNU Classpath e (quando completado) deve rodar qualquer programa Java.